# معركة أسطبونة
كانت معركة أسطبونة معركة بحرية وقعت في عام 1342 بين أسطول تاج أراغون، بقيادة الأدميرال بير دي مونتكادا، ضد أسطول الأسرة المرينية. وقعت المعركة في خليج أسطبونة في مضيق جبل طارق وأسفرت عن انتصار أراغوني وهزيمة الأسطول المريني.

## المعركة
غادر أسطول أراغون فالنسيا للانضمام إلى أسطول تاج قشتالة في مضيق جبل طارق وفقا لمعاهدة مدريد. في مياه خليج أسطبونة، واجه الأسطول الأراغوني 13 سفينة بحرية مارينية وشاركوا في عمل معهم. كان الأسطول الأراغوني قادرًا على الاستيلاء على 4 سفن حائزة على جوائز، وتم تشغيل سفينتين مارينيتين أخريين، وتمكنت سبع سفن من الفرار.
كان هذا الانتصار البحري، إلى جانب معركة بولون ومعركة الجزيرة الخضراء ومعركة نهر غوادالمسي، جزءًا من الحملة التي أدت في النهاية إلى حصار الجزيرة الخضراء.

## قائمة المراجع
- مانويل لوبيز فرنانديز: Aproximación a las fechas de las batallas navales de Bullones، Guadalmesí y Estepona . الجاراندا: revista de estudios tarifeños، ISSN 1130-7986، Nº. 76 ، 2010 ، الصفحات. 31-38